# Addedomaro
Addedomaro (anche Addedomarus, Addedomaros o talvolta riportato, sulle legende monetali, come Aθθedomarus) (... – 5 a.C. circa) è stato un re della tribù celtica dei Trinovanti, della Britannia sud-orientale, anteriormente alla conquista romana.

## Biografia
Il suo nome è conosciuto solo dalle legende monetali, la cui distribuzione sembra indicare come egli fosse il re dei Trinovanti.
Fu il primo re a coniare monete iscritte a nord del Tamigi, forse già dal 35 a.C., sebbene alcune stime datino le sue produzioni al più tardo 15 a.C. Sembra che egli abbia mosso la capitale dei Trinovanti da Braughing in Hertfordshire a Camulodunum (Colchester, Essex). Per un breve periodo (circa 15-10 a.C.) sembra sia stato soppiantato da Tasciovano dei Catuvellauni, che emetteva moneta da Camulodunum in quel periodo. Addedomaro in seguito avrebbe riottenuto il potere per governare fino al 10-5 a.C., presumibile periodo della sua morte, dopo la quale gli succedette suo figlio Dubnovellauno.
Addedomaro appare in alcune tarde tradizioni post romane: leggende e genealogie celtico-britanniche medievali lo indicano come Aedd Mawr (Addedo il Grande). Le Triadi gallesi ricordano Aedd Mawr come uno dei fondatori della Britannia.